# Jānis Mediņš
Janis Medins (født 9. oktober 1890 i Riga, Letland, død 4. marts 1966 i Stockholm, Sverige) var en lettisk komponist, violinist, cellist, rektor og dirigent.
Medins studerede violin, cello, klaver og komposition på Musikkonservatoriet i Riga. Han har skrevet orkesterværker, balletmusik, koncertmusik, kammermusik, korværker, vokalmusik, operaer, suiter, etc. Medins var chefdirigent for det Lettiske Radio Symfoniorkester (1928-1944), og blev kompositionslærer og rektor på Musikkonservatoriet i Riga (1909). Han er bror til komponisterne Jazeps Medins og Jekab Medins. Medins flyttede til Stockholm (1948), hvor han levede til sin død som freelance komponist.

## Udvalgte værker
- Klaverkoncert - for klaver og orkester
- Violinkoncert - for violin og orkester
- Flammer og Nat - opera
- 2 Cellokoncerter - for cello og orkester